# .22 Remington Jet

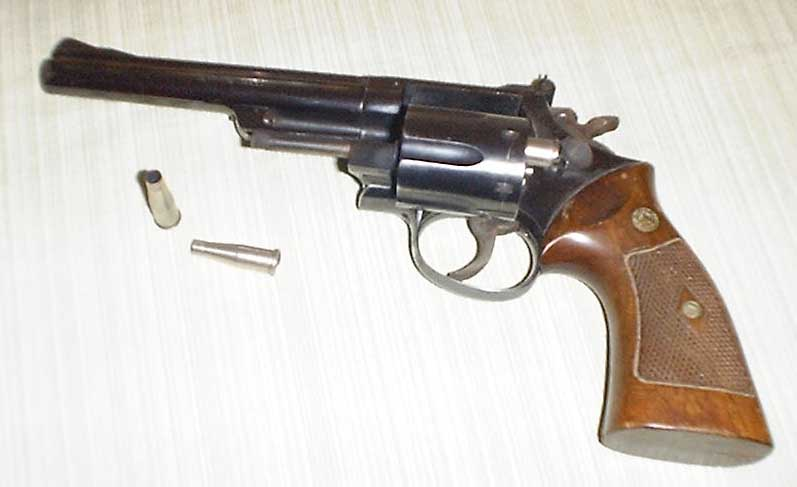
Smith & Wesson Модель 53

.22 Remington Jet (також відомий як .22 Jet, .22 Center Fire Magnum або .22 CFM) американський набій центрального запалення  .22 in (5,6 мм) для револьверів та гвинтівок.
Розроблений спільно компаніями Remington та Smith & Wesson для використання в револьвері Модель 53, який з'явився наприкінці 1961 року. Хоча він походить від кустарних набоїв, наприклад, .224 Harvey Kay-Chuk,  які самі походять від .22 Hornet, набій мав гільзу з вузьким дульцем створену на базі гільзи .357 Magnum зі зменшенням дульця до калібру .22, з незвичним довгим звуженим плечем.
До 1972 року Модель 53 залишився єдиним револьвером під цей набій, в той час як компанія Marlin в 1972 році планувала випуск важільної гвинтівки під набій .22 Jet.
Набій .22 Jet також фабрично випускали для T/C Contender і конструкція дозволила повністю розкрити потенціал. 
Набій .22 Jet було розроблено як мисливський набій для ручної зброї і підходить для полювання на дрібних гризунів та дичину середнього розміру на відстані 90 м. При випробуваннях заводських зарядів було досягнуто швидкість 750 м/с та енергії 725 Дж, але при використанні в повсякденному житті цього досягнуто не було.